# إلتشين سانجو
التشين سانجو، هي ممثلة وعارضة أزياء تركية ولدت ف 13 اغسطس 1985. درست الأوبرا في جامعة المينا قبل البدء بمهنة التمثيل. كانت ممثلة مسرحية قبل البدء بالتمثيل في المسلسلات التلفزيونية.
شهرت بعد أداءها دور دفنة (ديما) في المسلسل الكوميدي الرومانسي حب للايجار من حزيران 2015 إلى كانون الثاني 2017. بسبب هذا العمل حصلت الشين على أكثر من 30 جائزة، من ضمنها ثلاث جوائز من جوائز الفراشة الذهبية. ظهرت سانجو أيضاً في عدد من المسلسلات التلفزيونية منها على مر الزمان (2011) وليث ونورا (2014).
والآن اصدرت فيلمها وقت السعادة مع باريش اردوتش
تمتلك الشين شعراً نارياً طبيعياً وهي من الشركس وكانت الوجه التجاري لماركة صنسلك لمنتجات الشعر. أصبحت إلتشين ثاني أشهر ممثلة في تركيا لعام 2016 بناءً على مواقع التواصل الاجتماعي وعدد من الإحصاءات. في أيلول 2016. كانت الشين عاشر أكثر ممثلة تركية متابعة على إنستغرام.

## الحياة والعمل
ولدت أتشين في 13 اغسطس 1985 إزمير، وكانت وحيدة عائلتها امها تركية التي تعيش في إزمير في غربي البلاد، درست الأوبرا في جامعة مرسين وأذت دورات تمثيل في مسرح ساني توزو (Sahne Tozu). في 2011 ظهرت إلتشين في مسلسل على مر الزمان المعروض على قناة كانال دي، وكانت في دور شخصية تعزف البيانو وتغني. وظهرت أيضاً في مسلسل Bir Aşk Hikâyesi وهو النسخة التركية من المسلسل الكوري الجنوبي أنا آسف، أنا أحبك (미안하다 사랑한다). في 2015 مثلت دور جوزيد في المسلسل القديم ليث ونورا أو سعيد وشورى (مسلسل) المصور في تركيا وروسيا وأوكرانيا. وظهرت أيضاً في 2015 في مسلسل حب للايجار ( Kiralık Aşk).في 2017 ظهرت مرة اخري مع باريش اردوتش في أول فيلم سينمائي لها بعنوان (Mutluluk Zamani) وقت السعادة وقامت بعمل soundtrack للفیلم مع باريش .

## الأعمال التلفزيونية

### التلفزيون
|  | السنة     |  | الدور                |  | العمل                           |  |
|  | --------- |  | -------------------- |  | ------------------------------- |  |
|  | 2011      |  | جال                  |  | على مر الزمان (مسلسل)           |  |
|  | 2012-2013 |  | نهير                 |  | Aşk Kaç Beden Giyer             |  |
|  | 2013-2014 |  | إيدا                 |  | حكاية حب                        |  |
|  | 2014      |  | سوزان                |  | ليث ونورا أو سعيد وشورى (مسلسل) |  |
|  | 2015      |  | زينب                 |  | Sevdam Alabora                  |  |
|  | 2015-2017 |  | دفنه (ديمة بالدبلجة) |  | حب للايجار                      |  |
|  | 2019      |  | زينب                 |  | الاصطدام                        |  |
|  | 2020      |  | ليلى                 |  | يوم جيد ويوم سيئ                |  |
|  | 2021      |  | جيداء                |  | الكاذبون و شموعهم               |  |

### الفيلم
|  | السنة |  | الدور |  | العمل       |  | بطولة                                      |  |
|  | ----- |  | ----- |  | ----------- |  | ------------------------------------------ |  |
|  | 2017  |  | إيدا  |  | وقت السعادة |  | إلتشين سانجو و باريش أردوتش وجنكيز بوزكورت |  |

### الإعلانات
| السنة | الشركة            | المادة المروجة        | العنوان                                                            |
| ----- | ----------------- | --------------------- | ------------------------------------------------------------------ |
| 2012  | نسكافيه التركية   | القهوة 3 في 1         | NESCAFÉ 3'ü 1 Arada                                                |
| 2015  | كوكا كولا التركية | مشروبات               | Aklımdaki Yaz                                                      |
| 2016  | صنسلك             | منتجات العناية بالشعر | Saçlarınla Mutluysan Hayat Senden Yana                             |
| 2016  | بوينر             | سلسلة متاجر           | Boyner Hediye Hâlleri Elçin Sangu Reklam Filmi #NerdenNerdenNerden |

### الكليبات الموسيقية
| السنة       | المغني        | العنوان  |
| ----------- | ------------- | -------- |
| Feb 2, 2015 | تويجار اشيكلي | Söz Olur |

| السنة       | المغني                    | العنوان           |
| ----------- | ------------------------- | ----------------- |
| Nov 2, 2017 | باريش أردوتش إلتشين سانجو | Bu Suh Hiç Durmaz |

## روابط خارجية
- إلتشين سانجو على موقع IMDb (الإنجليزية)
- إلتشين سانجو على موقع ألو سيني (الفرنسية)
- إلتشين سانجو على موقع قاعدة بيانات الفيلم (الإنجليزية)